# Rollcage
Rollcage è un videogioco di guida arcade uscito nel 1999 su Microsoft Windows e Sony Playstation. Prodotto da Psygnosis e Attention To Detail il gioco è considerato la controparte su ruote del famoso Wipeout (altro gioco di guida arcade futuristico della Psygnosis) per via della velocità dei mezzi e della particolarità di circuiti e armi.

## Modalità di gioco
Il gioco prevede l'utilizzo di una delle vetture selezionabili divise per scuderia (ognuna con caratteristiche di guida particolari) in un torneo in cui i giocatori possono usare delle armi per poter guadagnare posizioni durante le gare. Le auto hanno quattro enormi ruote che permettono di ribaltarsi e continuare comunque a correre (la parte di sopra della vettura è identica alla parte di sotto). In più il giocatore può fare uso di armi fantascientifiche (come missili a ricerca o scudi di energia) per ostacolare gli avversari.

## Tracciati
I venti tracciati percorribili prevedono curve paraboliche e tunnel in cui le auto, spinte dalla forza centrifuga e dalla velocità, possono compiere giri della morte e avvitamenti. Disseminati sull'asfalto poi ci sono gli attivatori delle armi: particolari icone su cui correre che abilitano l'uso di missili o mine. Altra particolarità dei circuiti è la possibilità di distruggere alcune loro parti come, ad esempio, colonne portanti di piccole strutture che cadendo a terra possono rallentare gli avversari.

## Controllo della vettura
La difficoltà maggiore è il controllo della vettura. Rollcage ha un ritmo di gara forsennato e la velocità di gioco unita ai colori psichedelici degli scenari tendono a far perdere a volte il senso dell'orientamento: un incidente a 350 chilometri orari riesce in un attimo a trasportare il giocatore dalla prima posizione all'ultima. La macchina, se sollecitata oltre i limiti, ad esempio nelle collisioni ad alta velocità, diventa molto difficile da controllare, scivola come su uno strato di ghiaccio.

## Armi
Nel gioco ci sono molti tipi di armi compreso un missile teleguidato in grado di ricercare la vettura al primo posto. Gli apporti al genere più interessanti sono il Timewarp, congegno che rallenta enormemente il gioco e rende di conseguenza i sorpassi molto più agevoli e il particolare effetto wormhole capace di teletrasportare le auto in un altro punto del tracciato.

## Colonna sonora
La colonna sonora del gioco prevede tracce di artisti come Fatboy Slim. Con la rivista inglese PlayStation Power nel 1999 è uscito il cd “Music For The Rollcage Generation” contenente le seguenti tracce:
1. Radge Cuts - Venus Vibes
2. Ratman - Sole Sentiment
3. Pressure Rise - Bamboo Lounge
4. Pascal - Cool Movements
5. Freestyles - Feel
6. Ashley Beedle - Do You Believe In Love?
7. Les Rosbifs - BSE Mon Ami
8. Fatboy Slim - Love Island
9. Aphrodite - King Of Beats
10. Fatboy Slim - Soul Surfing
11. E-Z Rollers - Soundclash
12. E-Z Rollers - Tough At The Top
13. Hoax - Abracadabra
14. Dan Mass - Gotta Learn
15. D'Or - Anybody There?